# Doug Buxton
Douglas Raymond „Doug” Buxton (ur. 12 lutego 1917 w Melbourne, zm. 4 lipca 1984 tamże) – australijski żeglarz sportowy. Brązowy medalista olimpijski z Melbourne.
Zawody w 1956 były jego drugimi igrzyskami olimpijskimi, debiutował w 1952. Brązowy medal zdobył w żeglarskiej klasie 5,5 m. Sternikiem był Jock Sturrock, trzecim członkiem załogi Devereaux Mytton.